# Трейнспотинг
„Трейнспотинг“ (на английски: Trainspotting) e британски филм от 1996 г. на режисьора Дани Бойл, базиран на едноименната книга на Ървин Уелш. Във филма се разказва за живота на хероиново зависими в Единбург. Филмът е номиниран за „Оскар“.

## Сюжет
Внимание:  Текстът по-долу разкрива сюжета на произведението (или части от него)!
Марк Рентън, 26-годишен безработен хероинозависим, живее в Единбург с родителите си. Той има малка група приятели – разпуснатия наркоман Саймън Уилямсън, по прякор „Болното момче“, Даниел Мърфи, по прякор „Спъд“, сладък и добродушен наркоман, младия футболист Томи Макензи и агресивния алкохолик психопат Франсис Бегби. Рентън редовно се дрогира и прекарва безгрижно времето си в компанията на свои приятели.
В един момент Рентън решава да спре употребата на наркотици. Това го прави по-здрав човек, той внезапно усеща, че либидото му се е събудило в него и в нощен клуб „Вулкан“ Рентън среща момиче на име Даян Кулстън. След клуба двойката отива в къщата на момичето, правят секс, но на сутринта Рентън получава неприятна изненада – Даян е непълнолетна. Рентън иска незабавно да прекъсне всички отношения с момичето, но Даян, заплашвайки Рентън с полиция, го принуждава да остане с нея и да продължи връзката.
След няколко неуспешни опита да се върнат в обществото и да заживеят „нормалния“ живот на шотландските жители, Рентън, „Болното момче“ и „Спъд“ отново започват да употребяват хероин. Томи, който е водил здравословен начин на живот и е бил футболист, също започва да употребява наркотици, след като изпада в депресия, защото приятелката му Лизи го е напуснала. Скоро се случва ужасна трагедия: „Болното момче“ и приятелката му Алисън приемат голяма доза хероин и забравят за малката си дъщеря, която умира от глад и дехидратация. Това обаче не спира родителите убийци да се дрогират. Тъй като лекарствата са скъпи, Рентън, „Болното момче“ и „Спъд“ започват дребни кражби и в крайна сметка Рентън и „Спъд“ са арестувани и „Болното момче“ успява да избяга. „Спъд“ получава шест месеца затвор, а Рентън, за да избегне наказанието, се записва в програма за рехабилитация от наркотици, където му се дава метадон вместо хероин. Метадонът обаче е слаб заместител на хероина и Рентън бяга в леговището на своя наркодилър и едва не умира там от свръхдоза, като е спасен по чудо. След болницата, родителите на Рентън заключват наркозависимия си син в детската му спалня и го принуждават да спре да употребява наркотици. Рентън започва да има ужасна абстиненция и в делириум вижда мъртвото бебе на „Болното момче“ да пълзи по тавана на стаята му. Това ужасно плаши Рентън и той най-накрая се отървава от разрушителната си страст. В болницата Рентън си прави тест за ХИВ и въпреки годините споделяне на спринцовки с други наркомани, тестът на Рентън е отрицателен.
Вече не наркозависим, Рентън редовно посещава Томи, който е сериозно пристрастен към хероина и е ХИВ позитивен. По съвет на Даян, Рентън се мести в Лондон и започва работа като агент по недвижими имоти. Изглежда, че животът му започва да се оправя, но внезапно Бегби, издирван за неуспешен въоръжен грабеж, идва в апартамента на Рентън, а по-късно идва и „Болното момче“, превърнал се в сводник и наркодилър. Бегби и „Болното момче“ по-късно нападат двама от клиентите на Рентън, което кара Рентън да загуби работата си. Триото се завръща в Единбург, за да избяга от вниманието на лондонската полиция и да погребе Томи, който е починал от СПИН.
След погребението „Болното момче“ въвлича приятелите си в ново приключение. Купувайки два килограма хероин от руски моряци за 4000 паунда, „Болното момче” и Бегби препродават стоката за 16 хиляди на лондонски наркодилър. Сделката е успешна, приятелите забогатяват и празнуват победата си в кръчмата. Рентън предлага на „Спъд“ да избяга с всички пари, но страхливият „Спъд“ отказва. Когато пияната група се връща в хотелската стая и си ляга, Рентън тихо издърпва торбата с парите от ръцете на спящия Бегби и бяга. На сутринта Бегби, откривайки, че Рентън и парите са изчезнали, унищожава хотелската стая в ярост, а когато пристига полицията, „Болното момче” и „Спъд“ бягат, а Бегби е арестуван. Рентън оставя 4000 паунда за „Спъд“ и започва нов „правилен“ живот.

## Актьорски състав
| Актьор          | Роля                                                                            |
| --------------- | ------------------------------------------------------------------------------- |
| Юън Макгрегър   | Марк „Момчето под наем“ Рентън – 26-годишен безработен шотландски наркоман      |
| Юън Бремнър     | Даниел „Спъд“ Мърфи – млад шотландски наркоман, глупав и мил приятел на Марк    |
| Джони Лий Милър | Саймън „Болното момче“ Уилямсън – сводник и дребен наркодилър, приятел на Марк  |
| Робърт Карлайл  | Франсис „Франко“ Бегби – небалансиран агресивен психопат, приятел на Марк       |
| Кевин Маккид    | Томас „Томи“ Макензи – приятел на Марк, наркоман, умира от ХИВ                  |
| Кели Макдоналд  | Даян Кулстън – непълнолетната любовница на Марк                                 |
| Питър Мълън     | Суони „Главната майка“ – дилър на наркотици и собственик на свърталище за дрога |
| Фиона Бел       | майката на Даян                                                                 |
| Винсент Фрийл   | бащата на Даян                                                                  |
| Полин Линч      | Лизи - приятелка на Томи                                                        |
| Сюзън Видлър    | Алисън - приятелка на Саймън                                                    |
| Айлийн Никълъс  | г-жа Рентън – майката на Марк                                                   |
| Джеймс Космо    | Дейви Рентън – бащата на Марк                                                   |
| Шърли Хендерсън | Гейл Хюстън                                                                     |
| Стюарт Маккуори | Гав Темперли / американски турист                                               |
| Ървин Уелш      | Майки Форестър                                                                  |
| Кевин Алън      | Андреас                                                                         |
| Кийт Алън       | Хюго „Дилърът“                                                                  |

## Снимачен процес
- Заради ограничения бюджет повечето сцени са заснети само с един дубъл.
- Подготвяйки се за ролята, Юън Макгрегър чете книги за крек и хероин. Той се среща в Глазгоу с членове на групата Calton Athletic Recovery, която помага на хора с наркотична зависимост. Членове на тази група дори участват в снимките като футболния отбор в началните надписи.
- През 1999 г. филмът е класиран на 10-о място в списъка на Британския филмов институт за 100-те най-велики британски филма на XX век.
- За близък план на Макгрегър, когато си инжектира хероин, сценографите конструират протеза на ръката с пулсиращи вени, следи от инжектиране и малки капсули с „кръв“, които се появяват, когато кожата е пробита от игла на спринцовка.
- В един от епизодите на филма Рентън стреля по куче с въздушна пушка, а кучето, разярено от болка, се втурва да ухапе собственика си. Разбира се, никой не стреля по животното. Режисьорът Бойл се позиционира извън полезрението на камерата и просто изкрещява на кучето, а то подскача стреснато.
- Кели Макдоналд получава ролята, след като екипът на продукцията раздава брошури из Глазгоу на желаещите да се явят на прослушване.
- Една от най-отвратителните сцени във филма е „гмуркането“ на Рентън в тоалетната в „най-мръсната тоалетна в Шотландия“. Всъщност всички „фекалии“ са от шоколад и миришат много приятно.
- Кели Макдоналд играе ролята на 14-годишно момиче, въпреки че е на 19 години по време на снимките.
- Целият филм е заснет само за седем седмици и половина.
- През 2009 г. Робърт Карлайл, който играе Бегби, казва на интервюиращ от БАФТА, че е играл Бегби като затворен гей мъж, чиито изблици на насилие са били водени от неговия „страх от побой“.
- Когато филмът е готов, се оказва, че поради силния шотландски акцент на героите много думи и изрази са напълно неразбираеми за американската публика. Първоначално те искат да пуснат филма със субтитри, но в крайна сметка актьорите презаписват около 20 минути различни диалози, смекчавайки шотландския си акцент.
- Когато филмът е пуснат в САЩ, сенаторът Боб Доул обвинява филма, че прославя употребата на наркотици, но по-късно признава, че изобщо не е гледал филма.
- Героят на Джони Лий Милър „Болното момче“ във филма е фен на Джеймс Бонд. В действителност Милър е внук на актьора Бърнард Лий, който играе „М“ в поредицата за Бонд до 1979 г. Колегата на Милър – Робърт Карлайл по-късно ще играе главния злодей във филма за Бонд „Само един свят не стига“ (1999).
- Ролята на бебето Дон се играе не от едно дете, а от бебета близнаци. Това е направено, за да не стои едно дете пред камерата твърде дълго.
- За да играе кльощавия от употреба на наркотици Рентън, Макгрегър се подлага на строга диета и сваля почти 13 кг за два месеца.
- Филмът е заснет в средата на 1995 г. и е сниман в Единбург и Глазгоу. Тъй като е средата на лятото, има проблем при нощните снимки, защото през лятото в Шотландия не се стъмва до 23 часа, а сутрин слънцето изгрява още в 4:30 сутринта. От друга страна, кратките нощи дават възможност да се снима много през деня. Режисьорът Дани Бойл се появява на снимачната площадка около 7 часа сутринта и обикновено не приключва снимките до 20:30, като работи над 12 часа на ден.
- Актьорът Кевин МакКид, който играе Томи, пропуска рекламната фотосесия след продукцията, защото е на почивка. Така той е единственият главен актьор, който не е на нито един от рекламните плакати или дори на корицата на видеото.
- Бюджетът на филма е 1,5 милиона паунда, но въпреки толкова ниския бюджет, една от водещите световни компании, PolyGram, отделя безпрецедентните 800 хиляди паунда за популяризирането на филма.
- Юън Бремнър преди това е играл Рентън в сценичната адаптация на романа.
- Това е най-касовият британски филм за 1996 г.
- За сцената, в която Рентън „потъва в пода“, е изградена платформа, върху която Макгрегър бавно се спуска.
- Сцената на Рентън, който се гмурка в тоалетната, е препратка към романа на Томас Пинчън от 1973 г. Gravity's Rainbow.
- От главния актьорски състав само Джони Лий Милър не е шотландец, а англичанин.
- Джони Лий Милър влиза толкова много в ролята, че говори със силен шотландски акцент не само на снимачната площадка, но и извън нея. Едва след като филмът е заснет и екипът организира празненство, Милър се връща към родния си английски акцент, за голяма изненада на колегите си актьори.
- Сцената в началото на филма, в която Рентън е блъснат от кола, отнема два часа и двадесет дубъла.
- В оригиналната книга „Болното момче“ е брюнет, но във филма е направен рус. Тъй като Джони Лий Милър, който играе този герой, всъщност е брюнет, той трябваше да боядиса косата си и да стане блондин.